# セナムト
セナムトは、李氏朝鮮でかつて処刑場として使用されていた場所。漢江沿いに所在した。

## 概要
朝鮮半島における最初の迫害事件とされる1839年の己亥迫害の処刑現場ともされ、金大建を含む聖職者11名および教会指導者3名が殉教した。1987年には「セナムト記念聖堂」が建設され、韓国のキリスト教徒にとって殉教者の聖地とされる。